# خوژنپووو

منطقه مسکونی در لهستان

خوژنپووو (به لهستانی:  Chorzępowo) یک روستا در لهستان است که در گمینا شراکوو واقع شده‌است. خوژنپووو ۹۱ نفر جمعیت دارد.